# 長野県庁
長野県庁（ながのけんちょう）は、地方公共団体である長野県の行政機関である。職員数は約2,600人である。

## 沿革
- 1868年 - 伊那県を設置。
- 1870年 - 伊那県から中野県を分立。
- 1871年 - 中野県を長野県と改称し、県庁を中野から長野村に移転。
- 1873年 - 筑摩県が地租改正に着手。
- 1875年 - 長野県が地租改正に着手。
- 1876年 - 筑摩県を廃止し信濃国部分を長野県に編入し、飛騨国部分は岐阜県に編入。ほぼ現在の長野県が成立。
- 1877年 - 初の長野県会を開催。
- 1880年 - 県庁移転建議をきっかけに分県論が起こる。
- 1889年 - 町村制を施行。
- 1891年 - 郡制を施行。
- 1923年 - 郡制を廃止。
- 1926年 - 警廃事件が起こる。
- 1947年 - 初の公選知事林虎雄が就任した。
- 1948年1月14日 - 県庁舎火災。土地台帳等の重要書類が多数焼失。翌月に予定していた参議院補欠選挙も延期[2]。
- 1959年 - 公選2人目の西沢権一郎が知事に就任した。
- 1966年 -  県の修史事業として『長野県史』の編纂に着手。
- 1968年 - 「信濃の国」を県歌に制定。
- 1970年 - 公害課を新設。
- 1971年 - 自然保護条例を制定。
- 1980年 - 公選3人目の吉村午良が知事に就任した。
- 1984年 - 情報公開制度を施行。
- 1992年 - 『長野県史』の刊行が完了。
- 1994年 - 県立歴史館を開館。
- 2005年 - 木曽郡山口村が越境合併により岐阜県中津川市に編入。

## 組織
[表示]をクリックすると一覧を表示。2023年4月1日現在。
- 知事
  - 副知事
    - 地域振興局(佐久・上田・諏訪・上伊那・南信州・木曽・松本・北アルプス・長野・北信)
      - 総務管理課
      - 企画振興課
      - 環境・廃棄物対策課
      - 農地整備課
      - 林務課
      - 商工観光課
      - 農業農村支援センター(小海・阿南支所)

    - 危機管理部
      - 消防課［新型コロナウイルス感染症対策室、消防学校、消防防災航空センター］
      - 危機管理防災課

    - 企画振興部
      - 総合政策課［統計室］
      - DX推進課［デジタルインフラ整備室］
      - 広報県民課
      - 情報政策課
      - 先端技術活用推進課
      - 広報県民課
      - 交通政策課
      - 地域振興課
      - 市町村課
      - 信州暮らし推進課
      - 国際交流課[G7外務大臣会合準備室］

    - 交通政策局
      - 交通政策課
      - 松本空港課[松本空港管理事務所］

    - 総務部
      - 秘書課
      - 人事課［東京事務所］
      - コンプライアンス・行政管理課［政策評価室］
      - 職員キャリア開発課
      - 職員課
      - 財政課
      - 財産活用課［白馬ジャンプ競技場］
      - 税務課［自動車税分室(松本・長野)、県税徴収対策室、県税事務所［(総合・東信・南信・中信)］
      - 情報公開・法務課［行政情報センター］
      - 総務事務課

    - 県民文化部
      - 文化政策課［多文化共生・パスポート室、文化会館(ホクト文化ホール・伊那文化会館・キッセイ文化ホール)］
      - 県民協働課
      - くらし安全・消費生活課［交通事故相談所、消費生活センター(北信・中信・南信・東信)］
      - 人権・男女共同参画課
      - 私学振興課
      - 高等教育振興課

    - こども若者局
      - 次世代サポート課
      - こども・家庭課［児童相談・養育支援室、児童相談所(中央・松本・飯田・諏訪・佐久)、児童相談所広域支援センター、波田学院、女性相談センター、県立ときわぎ寮、松本あさひ学園、子ども支援センター］

    - 健康福祉部
      - 健康福祉政策課［保健福祉事務所(佐久・上田・諏訪・伊那・飯田(阿南支所)・木曽・松本・大町・長野・北信)］
      - 医療政策課
      - 医師・看護人材確保対策課［看護大学、須坂看護専門学校］
      - 地域福祉課［福祉大学校］
      - 健康増進課［国民健康保険室］
      - 保健・疾病対策課［公衆衛生専門学校、精神保健福祉センター］
      - 感染症対策課［ワクチン接種体制整備室］
      - 介護支援課
      - 障がい者支援課［知的障害者更生相談所、信濃学園、県立総合リハビリテーションセンター、西駒郷、障がい者福祉センター、聴覚障がい者情報センター］
      - 食品・生活衛生課［食肉衛生検査所、動物愛護センター］
      - 薬事管理課

    - 環境部
      - 環境政策課［ゼロカーボン推進室、環境保全研究所］
      - 水大気環境課
      - 生活排水課［諏訪湖流域下水道建設事務所、千曲川流域下水道建設事務所、犀川安曇野流域下水道建設事務所］
      - 自然保護課
      - 資源循環推進課

    - 産業労働部
      - 産業政策課［名古屋事務所、大阪事務所］
      - 経営・創業支援課
      - 産業立地・ＩＴ振興課
      - 産業技術課［日本酒・ワイン振興室、計量検定所、工業技術総合センター、創業支援センター、岡谷センター、松本センター］
      - 産業人材育成課［工科短期大学校、南信工科短期大学校、技術専門校(長野・松本・岡谷・飯田・佐久・上松)］
      - 労働雇用課［労政事務所(東信・南信・中信・北信)、戸倉野外趣味活動センター、若年者就業サポートセンター］

    - 営業局
      - 信州首都圏総合活動拠点（銀座NAGANO）

    - 観光部
      - 山岳高原観光課［観光情報センター(名古屋・大阪)］
      - 観光誘客課［国際観光推進室］

    - 農政部
      - 農業政策課［農産物マーケティング室］
      - 農業技術課［農業大学校、病害虫防除所、地域農業改良普及センター(佐久・上小・諏訪・上伊那・下伊那・木曽・松本・北安曇・長野・北信)、農業試験場、果樹試験所、野菜花き試験場(佐久支場)、畜産試験、南信農業試験場］
      - 園芸畜産課［水産試験場(諏訪支場､佐久支場)、魚病指導総合センター、家畜防疫対策室、家畜保健衛生所］
      - 農地整備課
      - 農村振興課

    - 林務部
      - 森林政策課
      - 信州の木活用課［林業大学校、林業総合センター、県産材利用推進室］
      - 森林づくり推進課［県営総合射撃場、鳥獣対策室］

    - 建設部
      - 建設政策課［建設事務所(佐久・上田・諏訪・伊那・飯田・木曽・松本・安曇野・大町・千曲・須坂・長野・北信)、リニア整備推進事務所、河川改良事務所、ダム管理事務所、砂防事務所(犀川・姫川・土尻川)、技術管理室］
      - 道路管理課
      - 道路建設課
      - 河川課
      - 砂防課
      - 都市・まちづくり課［県都市公園(長野運動公園､松本平広域公園､風越公園､駒場公園､ 若里公園､飯田運動公園､南信州広域公園､烏川渓谷緑地)］
      - 建築住宅課［公営住宅室、宅地住宅相談所］
      - 施設課
      - リニア整備推進局［リニア整備推進事務所］

  - 会計管理者
    - 会計局
      - 会計課［会計センター(東信(上田分室)、南信（諏訪・飯田分室）、中信（木曽・大町分室）、北信(中野分室)］
      - 契約・検査課

  - 公営企業管理者
    - 企業局
      - 経営推進課[スマート化推進センター]
      - 電気事業課
      - 水道事業課
      - 発電管理事務所(南信・北信)
      - 中央制御所
      - 水道管理事務所(上田・川中島)
      - 松塩水道用水管理事務所
- 県議会
  - 県議会事務局
    - 総務課
    - 議事課
    - 調査課
    - 図書室
- 行政委員会
  - 教育委員会
    - 教育委員会事務局
      - 教育政策課［教育事務所(東信・南信・中信・北信)］
      - 義務教育課
      - 高校教育課［県立高等学校、県立中学校、高校再編推進室］
      - 特別支援教育課［特別支援学校］
      - 学びの改革支援課［総合教育センタ－］
      - 心の支援課
      - 文化財・生涯学習課［生涯学習推進センタ－、県立長野図書館、少年自然の家(望月・阿南)、県立美術館、県立歴史館
      - 保健厚生課
      - スポーツ課［体育センター、県営運動場、山岳総合センター、県立武道館、国民スポーツ大会準備室］

  - 公安委員会
    - 長野県警察本部

  - 選挙管理委員会
  - 監査委員 - 事務局
  - 人事委員会 - 事務局
  - 労働委員会 - 事務局
  - 収用委員会
  - 内水面漁場管理委員会